# Dodecylgallat
Dodecylgallat (chemisch Dodecyl-3,4,5-trihydroxybenzoat) ist eine chemische Verbindung aus der Gruppe der substituierten Gallate und damit ein Ester der Gallussäure.

## Eigenschaften
Dodecylgallat ist ein brennbarer beiger Feststoff, der praktisch unlöslich in Wasser ist.

## Verwendung
Dodecylgallat ist als Antioxidationsmittel für Lebensmittel zugelassen. Bei Kontakt mit dem Reinstoff (zum Beispiel von Bäckern) sind allergische Reaktionen bekannt. Toxische und cancerogene Wirkungen sind bei Konzentrationen im in der Lebensmittelindustrie üblichen Bereich nicht bekannt.